# Oleuropeïna
L'Oleuropeïna (C25H32O13)
és un compost químic fenòlic que es troba en el fruit i en la fulla de l'olivera i de l'olivereta junt amb altres compostos estretament relacionats com 10-hidroxioleuropeïna, ligstrosida, i 10-hidroxiligstrosida. Tots aquests compostos són tirosol èsters d'àcid elenòlic que abans han estat hidroxilats i glucosilats. L'oleuropeïna i el seu metabòlit hidroxitirosol tenen gran poder antioxidant tant in vivo com in vitro i donen a l'oli extra verge el seu gust amarg picant. Les preparacions amb oleuropeïna s'han proposat per efortir el sistema immunitari. Segons un estudi en rates de laboratori l'oleuropeïna potencia la termogènesi per l'increment del contingut termogenina en el teixit adipós marró i la secreció de noradrenalina i adrenalina.